# Gostinyj dvor (San Pietroburgo)

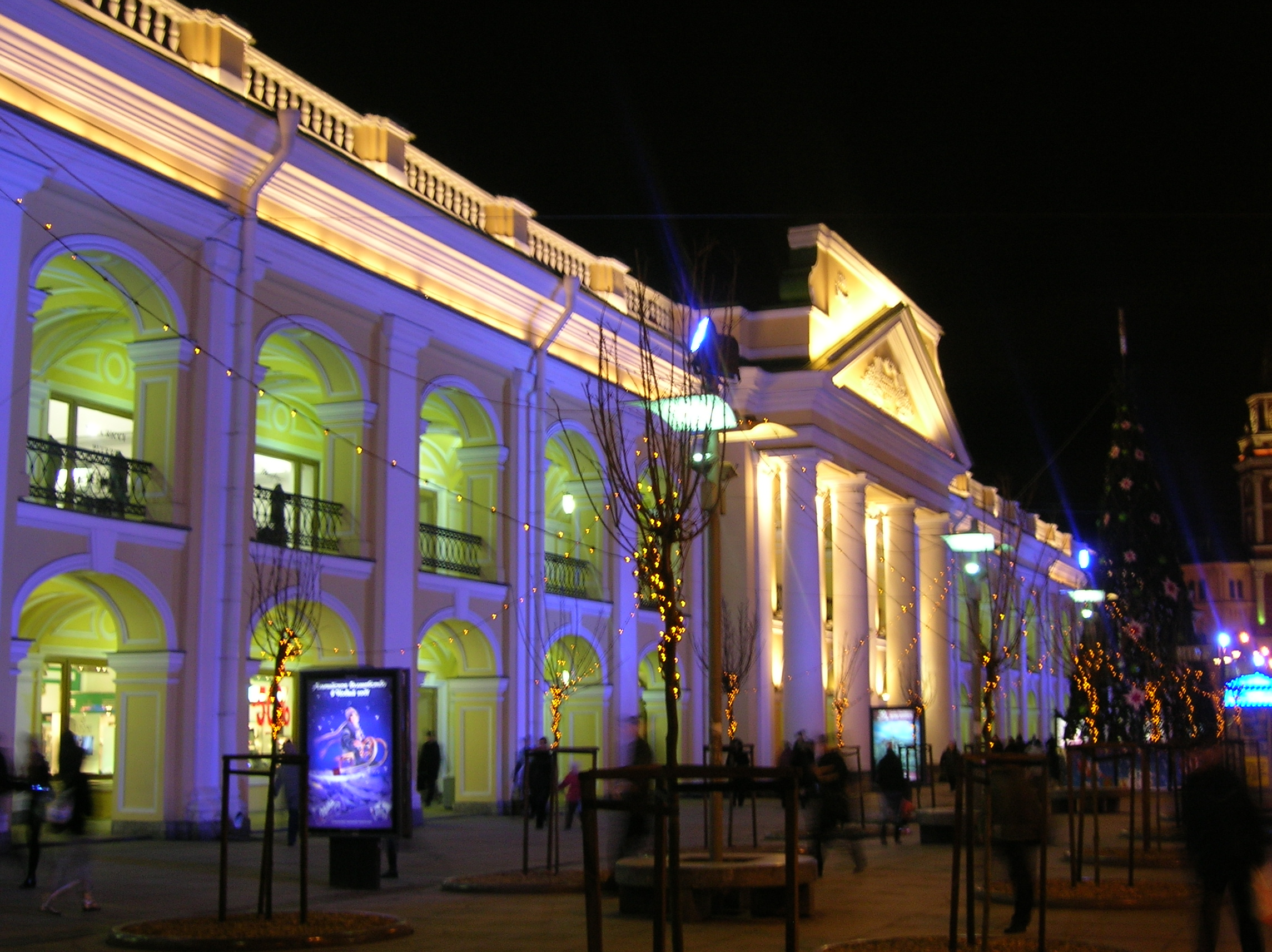
Il Gostiny Dwor di notte

Il Gostinyj dvor (in russo Гостиный двор?; lett. "locanda") è il più grande grande magazzino di San Pietroburgo e il secondo più grande magazzino della Russia dopo il GUM di Mosca.
Progettati da Bartolomeo Francesco Rastrelli e Jean-Baptiste Vallin de la Mothe e costruiti tra il 1761 e il 1785, i grandi magazzini occupano quasi un intero quartiere della città sulla Prospettiva Nevskij con una facciata lunga più di un chilometro. Dopo un incendio nel 1990 e una completa riprogettazione degli interni, l'edificio in stile neoclassico ospita oggi un centro commerciale di tipo occidentale con circa 200 negozi al dettaglio, per lo più di alta gamma. L'edificio fa parte del patrimonio mondiale dell'UNESCO di San Pietroburgo, che comprende circa 2.300 edifici.
Anche la stazione della metropolitana di Gostiny Dvor, inaugurata nel 1967, prende il nome da Gostiny Dvor. Uno dei suoi due ingressi si trova direttamente nell'edificio dei grandi magazzini.